# Dome (Unternehmen)

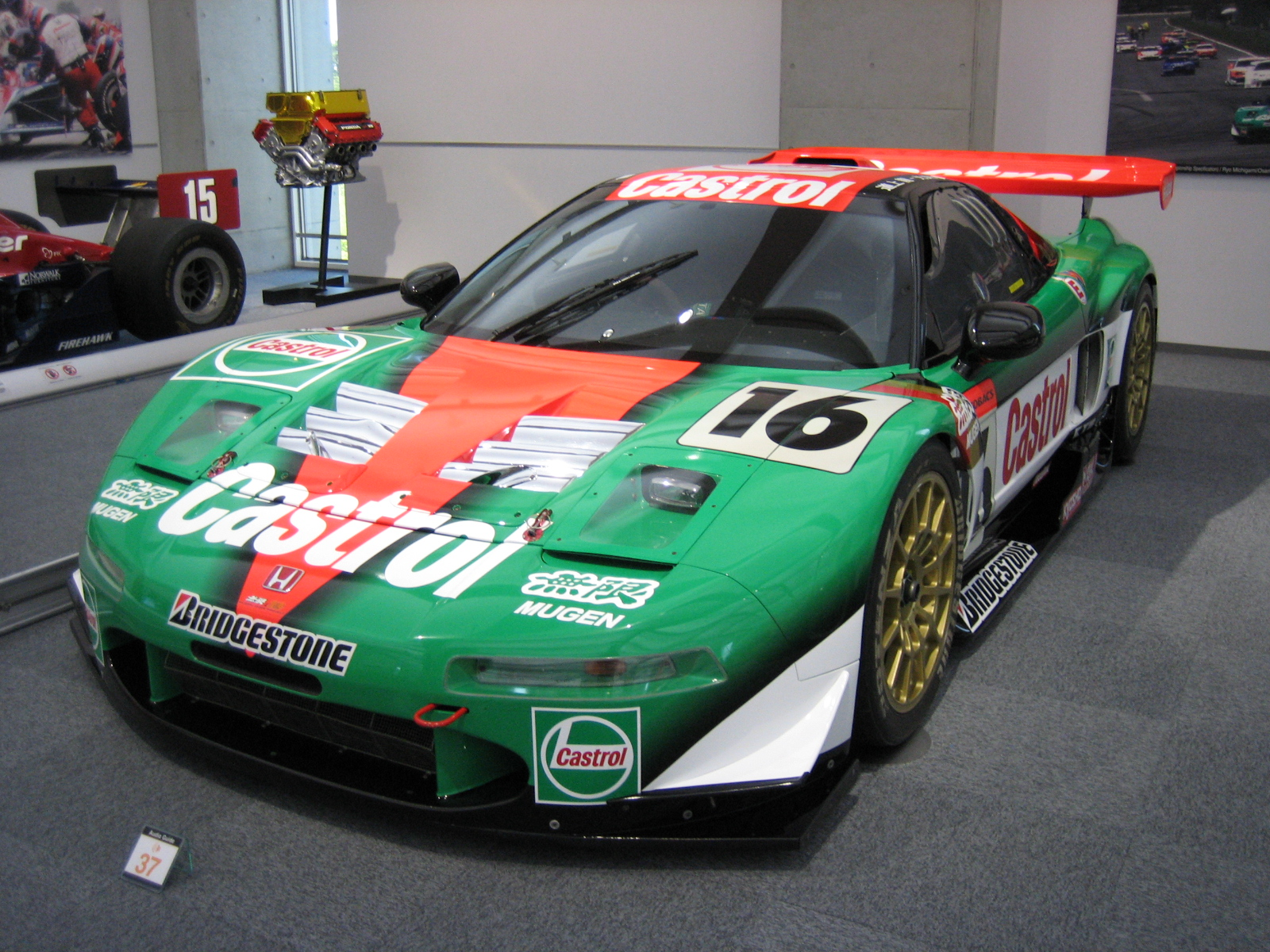
Von Dome und Mugen entwickelter Honda NSX aus der japanischen Super-GT-Serie

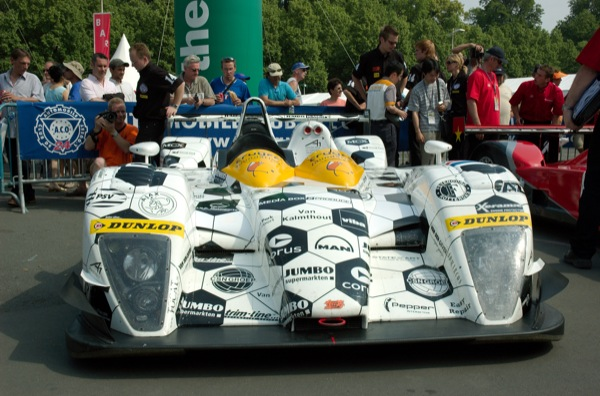
Dome S101Hb beim 24-Stunden-Rennen in Le Mans 2006

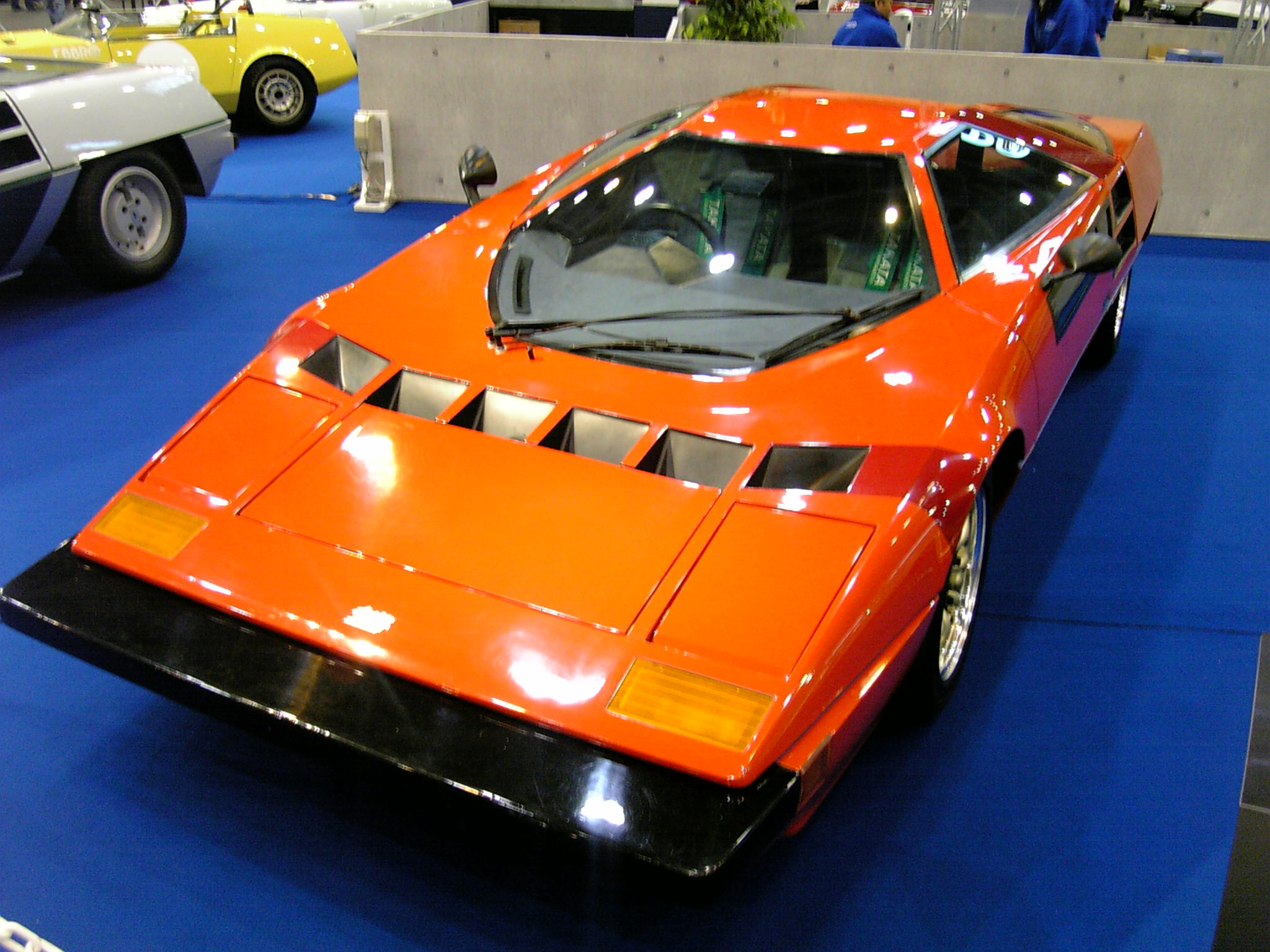
Dome P-2 aus dem Jahr 1979

Dome (jap. 株式会社童夢, Kabushiki-gaisha Dōmu, wörtlich: „Kindheitstraum“, engl. Dome Co. Ltd.) ist ein offiziell 1978 in Takaragaike bei Kyōto eingetragenes japanisches Unternehmen für die Entwicklung, das Design und den Bau von Rennwagen, Fahrzeugteilen und Prototypen für die Automobilindustrie. Seit 1987 ist der Hauptsitz in Maibara (Präfektur Shiga), mit zwei Tochtergesellschaften (Dome Carbon Magic und Dome Tunnel) in derselben Stadt und einer Europa-Dependance in Chessington, einem Stadtteil von Kingston upon Thames in der britischen Grafschaft Surrey. Präsident des Mutterunternehmens ist der Rennwagenkonstrukteur und Firmengründer Minoru Hayashi. Dome wurde vor allem durch die Zusammenarbeit mit Honda und dessen Tochtergesellschaft Mugen ab 1996 bei der Entwicklung der Rennversion des Honda NSX für die damalige japanische GT-Challenge und mit einem Meistertitel für das Team Mugen-Dome im Jahr 2000 bekannt. Positive Außenwirkung erreichte Dome auch durch verschiedene Prototypen und eine Kleinserie des Sportwagenprojekts Dome-Zero sowie durch Einsätze bei den 24-Stunden-Rennen von Le Mans und der American Le Mans Series in Zusammenarbeit mit dem britischen Motorenbauer John Judd.

## Geschichte
Hayashi hatte bereits 1965 mit dem Karasu seinen ersten Rennwagen auf der Basis des Honda S600 gebaut, zahlreiche weitere Einzelanfertigungen unter dem Label Hayashi Racing folgten. 1975 wurde parallel zum Rennwagenbau das Dome-Projekt gestartet. Nach Unternehmensangaben war damals das Ziel, einen kleinen und leichten Mittelmotor-Sportwagen zu bauen, in den die Erfahrungen aus den Rennwagen-Konstruktionen einfließen sollten. Im Frühjahr 1978 wurde der knapp 910 kg schwere Prototyp Dome-Zero mit einem rund 140 PS starken 2,8-Liter-Motor aus dem Datsun 280Z beim Genfer Auto-Salon vorgestellt, im selben Jahr erfolgte die offizielle Gründung des Unternehmens. Bis 1979 hatten die Konstrukteure den ersten Prototyp zu einem zweiten Vorserienmodell namens Dome P-2 für einen produktionsfähigen Sportwagen weiterentwickelt und präsentierten es in den USA auf der Chicago Auto Show und der Los Angeles Auto Expo. Davon abgeleitet, produzierte das Unternehmen zwei Exemplare der Rennversion Dome Zero RL, die 1979 in Le Mans eingesetzt wurden. Beide Wagen wurden von britischen Le-Mans-Kennern gefahren, erreichten aber wegen technischer Probleme (Treibstoffzuleitung, Zylinderkopfdichtung) nicht das Ziel. Da weder der Dome-Zero noch der Dome P-2 in Japan eine Straßenzulassung erhielt, wurde das Sportwagen-Projekt anschließend eingestellt, lebte aber vom Grunddesign her in den RL- und RC-Rennwagen-Serien weiter, die in den folgenden Jahren regelmäßig in Le Mans fuhren und den Firmennamen Dome zunehmend bekannt machten. Ein weiteres Projekt begann 1988 in Zusammenarbeit mit dem Modehersteller Wacoal Corporation und wurde 1990 auf der Tokyo Motor Show unter dem Namen Jiotto Caspita vorgestellt. Eine geplante Serienproduktion dessen fand aber wegen fehlendes Interesses nicht statt. Das Projekt wurde schließlich 1993 beendet. Nur drei Exemplare des Modells wurden in den Jahren 1988 und 1990 montiert.

## Formel-1-Projekt
Nach eigenen Angaben hatte Minoru Hayashi von Anfang an das Fernziel Formel 1 vor Augen, das er jedoch bis dato (Stand Oktober 2007) noch nicht erreicht hatte. Konkrete Versuche in den Jahren 1996 und 1997, ein japanisches Formel-1-Team mit ausschließlich japanischer Technik zu installieren, scheiterten. Weitere Schritte auf dem Weg zu einer Formel-1-Beteiligung waren die Eröffnung einer britischen Niederlassung im Dezember 1999, da die meisten Formel-1-Teams von Großbritannien aus operieren, sowie der Bau des Windkanals Dome Tunnel im Jahr 2000 in Maihara (später aufgegangen in Maibara), in dem die Aerodynamik von Fahrzeugmodellen im Maßstab 1:2 getestet werden kann. Diese Einrichtung wird von Dome als „unverzichtbar für einen Formel-1-Konstrukteur“ bezeichnet. Flankierend entstand 2001 in Mishima (Präfektur Shizuoka) die Tochtergesellschaft Dome Carbon Magic zur Entwicklung und Produktion von Teilen aus kohlenstofffaserverstärktem Kunststoff; ebenfalls ein wichtiges Element zum Bau von modernen Formel-Rennwagen und deren Monocoques. 2004 wurde begonnen, die verschiedenen Dome-Aktivitäten in Japan in einer neuen Firmenzentrale in Maibara zusammenzufassen, die Ende 2005 fertiggestellt wurde.